# Corrado Maria Daclon
Corrado Maria Daclon (né en 1963 à Milan, en Lombardie), est un scientifique et un journaliste italien.

## Biographie
Corrado Maria Daclon est depuis 1995 professeur de politique environnementale et de géopolitique à l'université « Ca' Foscari » de Venise. Il est aussi journaliste, écrivain et collaborateur éditorial de différents périodiques sur les thèmes internationaux de l’énergie, de l'environnement et de la géopolitique.
Il dirige depuis 1987 la plus ancienne organisation écologiste italienne, Pro Natura.
Depuis 1986, il fournit une expertise de haut niveau aux ministres d’État italiens (Premier ministre, ministre de l’Environnement, ministre de la Recherche scientifique, ministre de l’Agriculture, ministre de l’Éducation).
En 1999 Corrado Maria Daclon a été nommé senior advisor et partenaire scientifique du Comité de l’OTAN sur les défis de la société moderne, et il a établi des rapports étroits avec les cadres au plus haut niveau dans la hiérarchie de plusieurs institutions internationales et organismes gouvernementaux comme l'Union européenne (EU), la NASA, les Nations unies et le Conseil de l’Europe, publiant plus de 60 articles scientifiques et 16 ouvrages, dont plusieurs ont été adoptés comme textes universitaires de spécialisation en Europe et dans la région méditerranéenne.
Dans les années 1990 Corrado Maria Daclon a fait partie du Conseil d'administration du PNUE à Nairobi pour la préparation du Sommet de la Terre 1992 de Rio de Janeiro, ou Conférence des Nations unies sur l'environnement et le développement. Il est également le point de contact italien du projet de Charte de la Terre depuis 2000.
À partir de 2005, il a assumé les fonctions de Secrétaire général de la Fondation Italie-États-Unis, organisation étroitement liée au Consul général de l’Ambassade des États-Unis à Rome.
Les services rendus par M. Daclon aux gouvernements et aux universités l’ont amené à travailler dans 60 pays en Europe, Afrique, Asie, Amérique du Nord et du Sud.